# Jann George
Jann-Christopher George (Núremberg, Alemania, 30 de septiembre de 1989), conocido simplemente como Jann George, es un futbolista estadounidense nacido en Alemania. Juega de delantero y su equipo es el SpVgg Bayreuth de la 3. Liga de Alemania.

## Trayectoria
George se unió a las divisiones inferiores del 1. FC Nürnberg cuando tenía nueve años y se quedó con ellos hasta llegar al equipo sub-23. No obstante, luego de un conflicto con la dirección técnica, dejó a Núremberg en el otoño de 2012 y fue fichado por el SpVgg Greuther Fürth en el verano de 2013. Hizo su debut con el primer equipo del Greuther Fürth el 24 de octubre de 2014 en la derrota 5-2 frente al FSV Frankfurt por la 2. Bundesliga.

## Selección de Estados Unidos
Debido a que es hijo de un estadounidense y una mujer alemana, George puede representar tanto a Alemania como a los Estados Unidos a nivel internacional. Ha sido convocado a la selección sub-23 de esta última y ha expresado su interés por representar a la selección norteamericana al máximo nivel.